# Grécia no Festival Eurovisão da Canção
A Grécia participou do Festival Eurovisão da Canção 45 vezes desde sua estreia em 1974, tendo feito presença em todos anos com exceção de 1975, 1982, 1984, 1986, 1999 e 2000. O evento é transmitido nacionalmente pela Ellinikí Radiofonía Tileórasi (ERT).

## Galeria

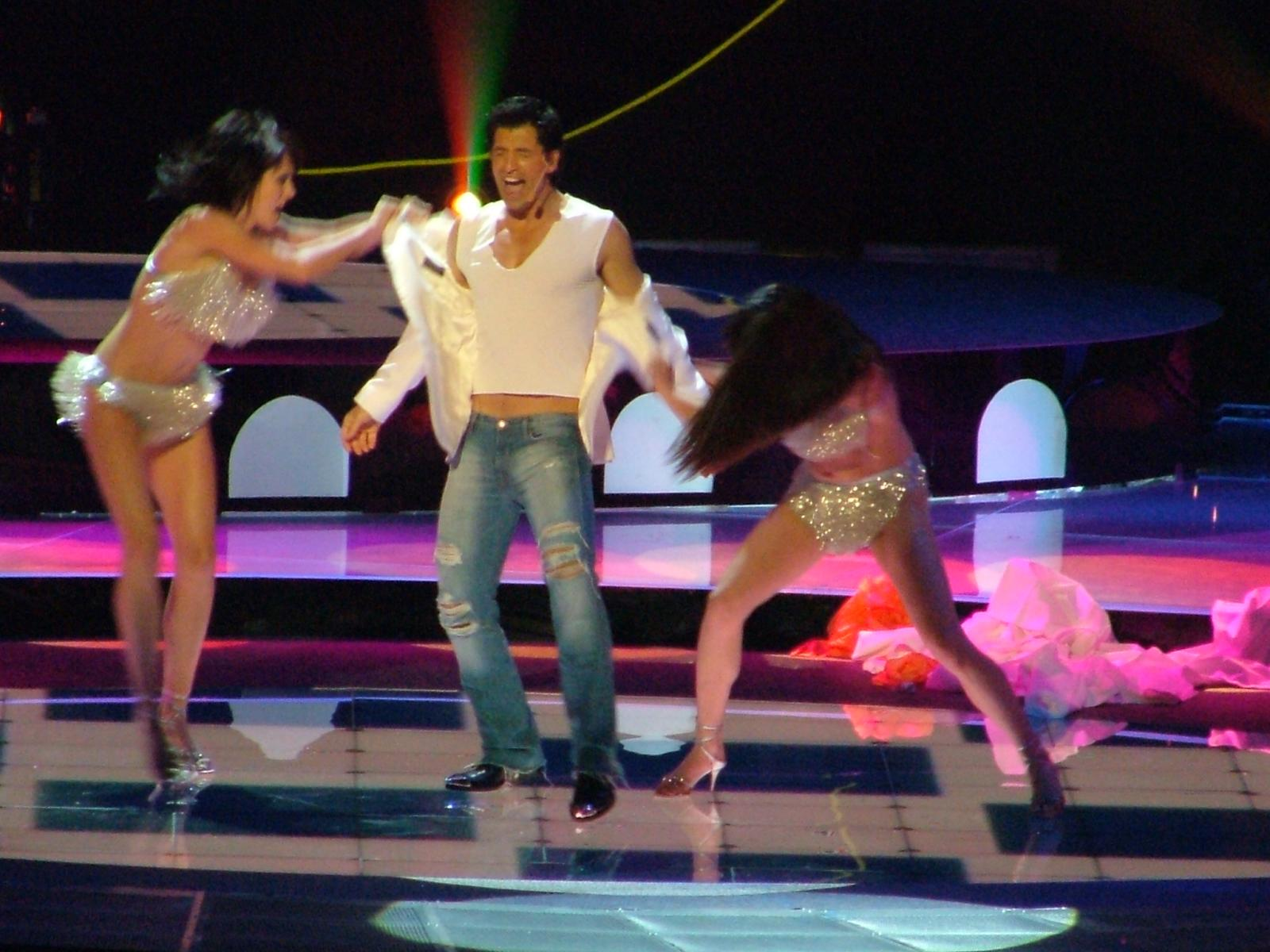
Sakis Rouvas em Istambul (2004)
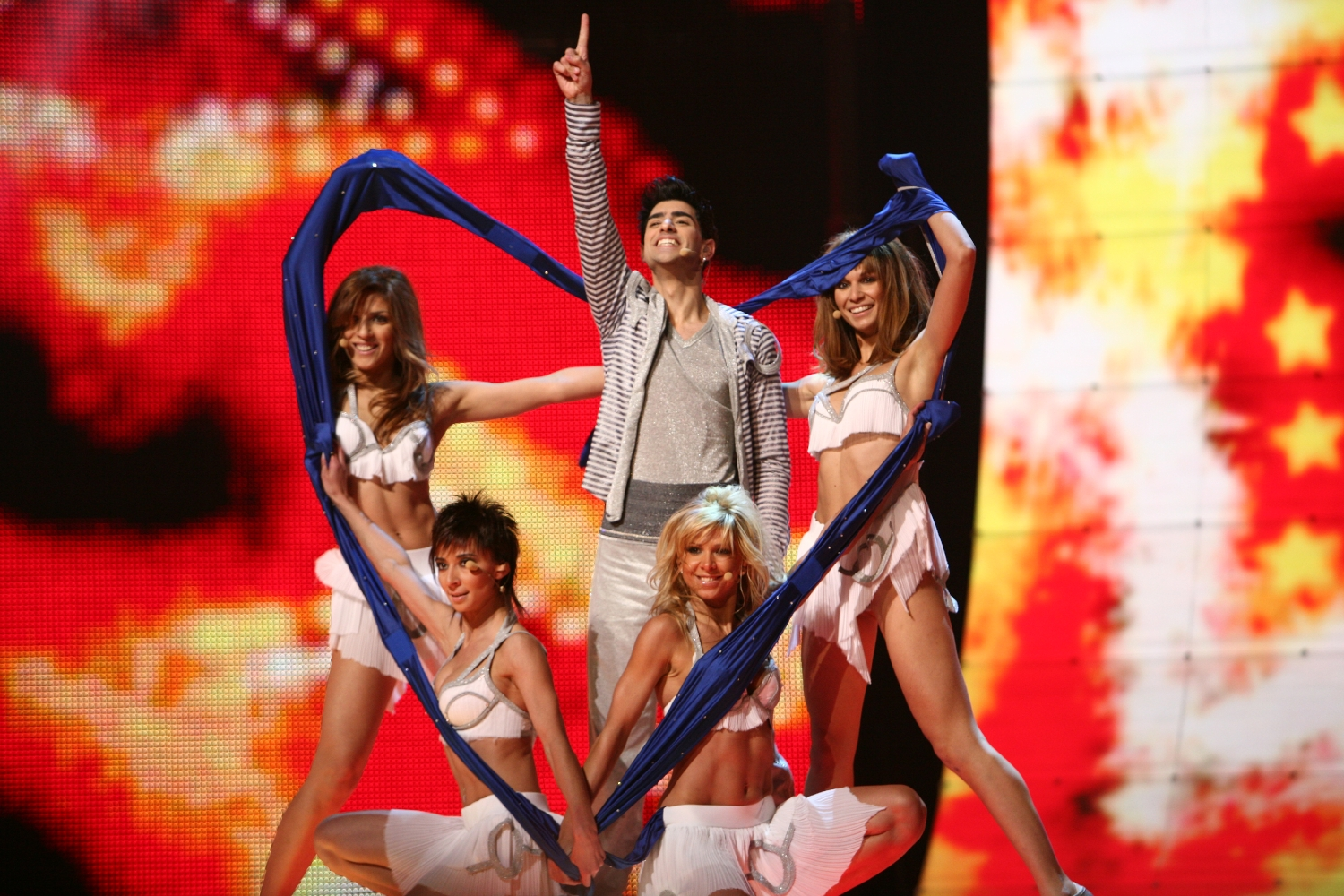
Sarbel em Helsínquia (2007)
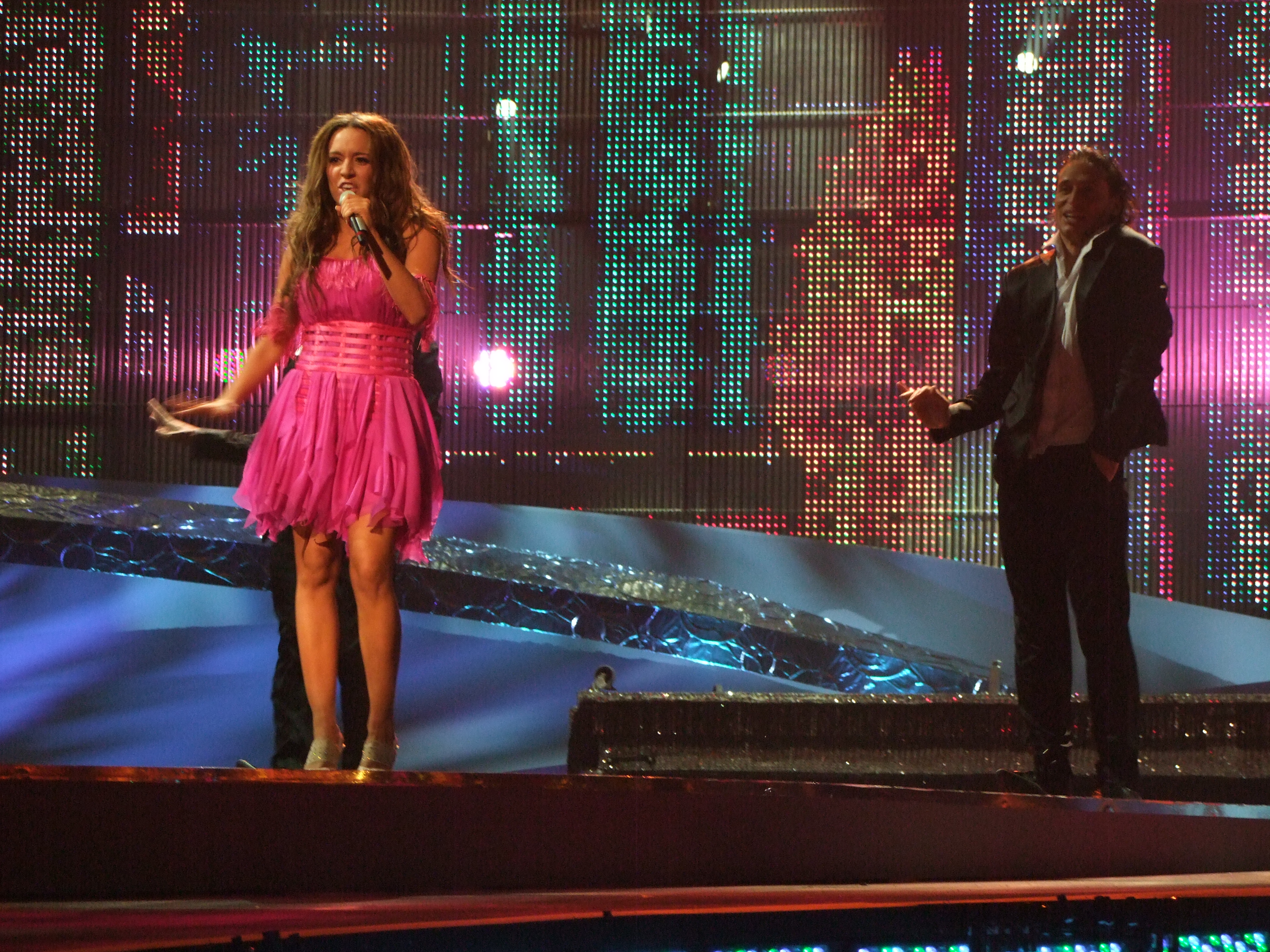
Kalomira em Belgrado (2008)
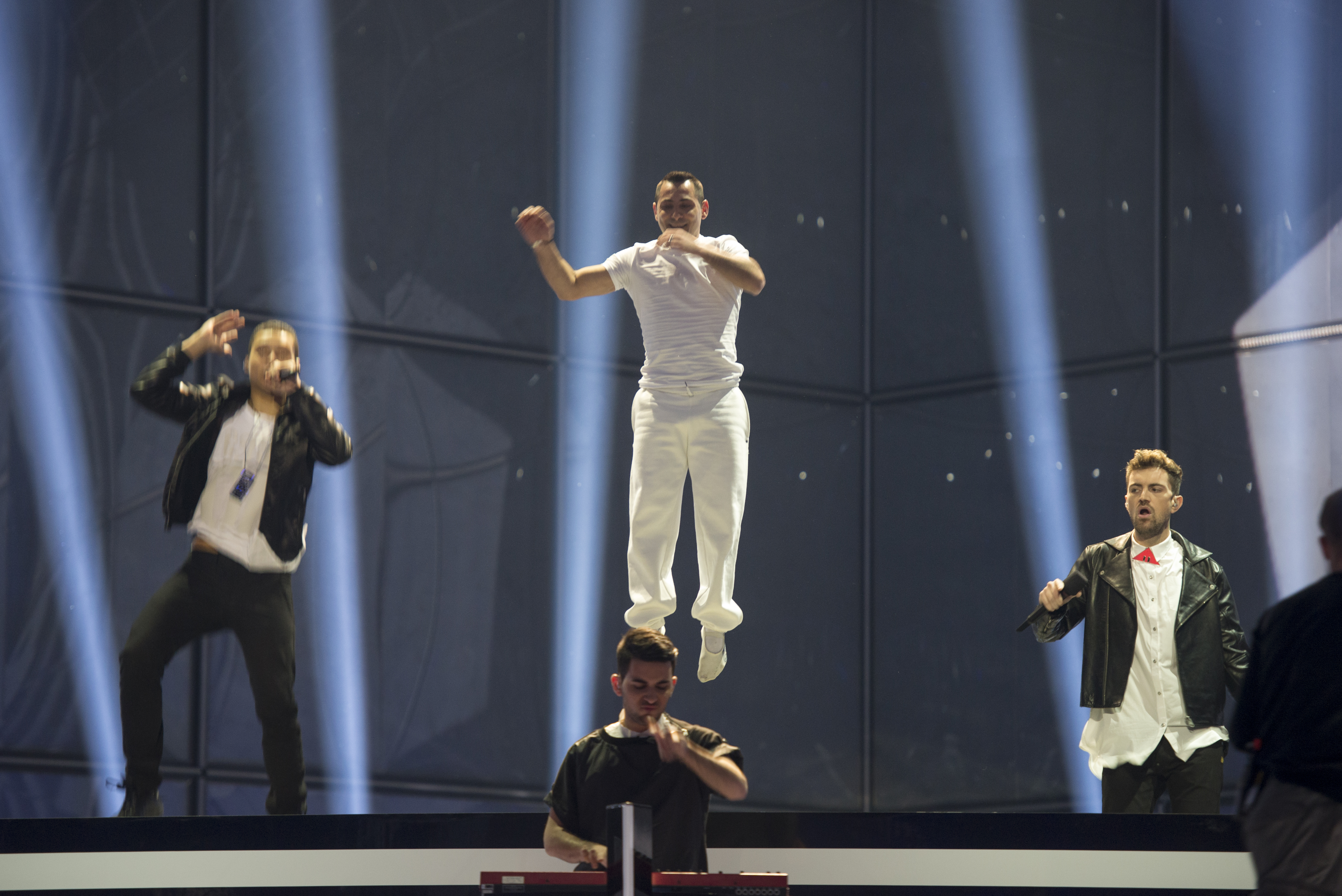
Freaky Fortune ft. RiskyKidd em Copenhaga (2014)
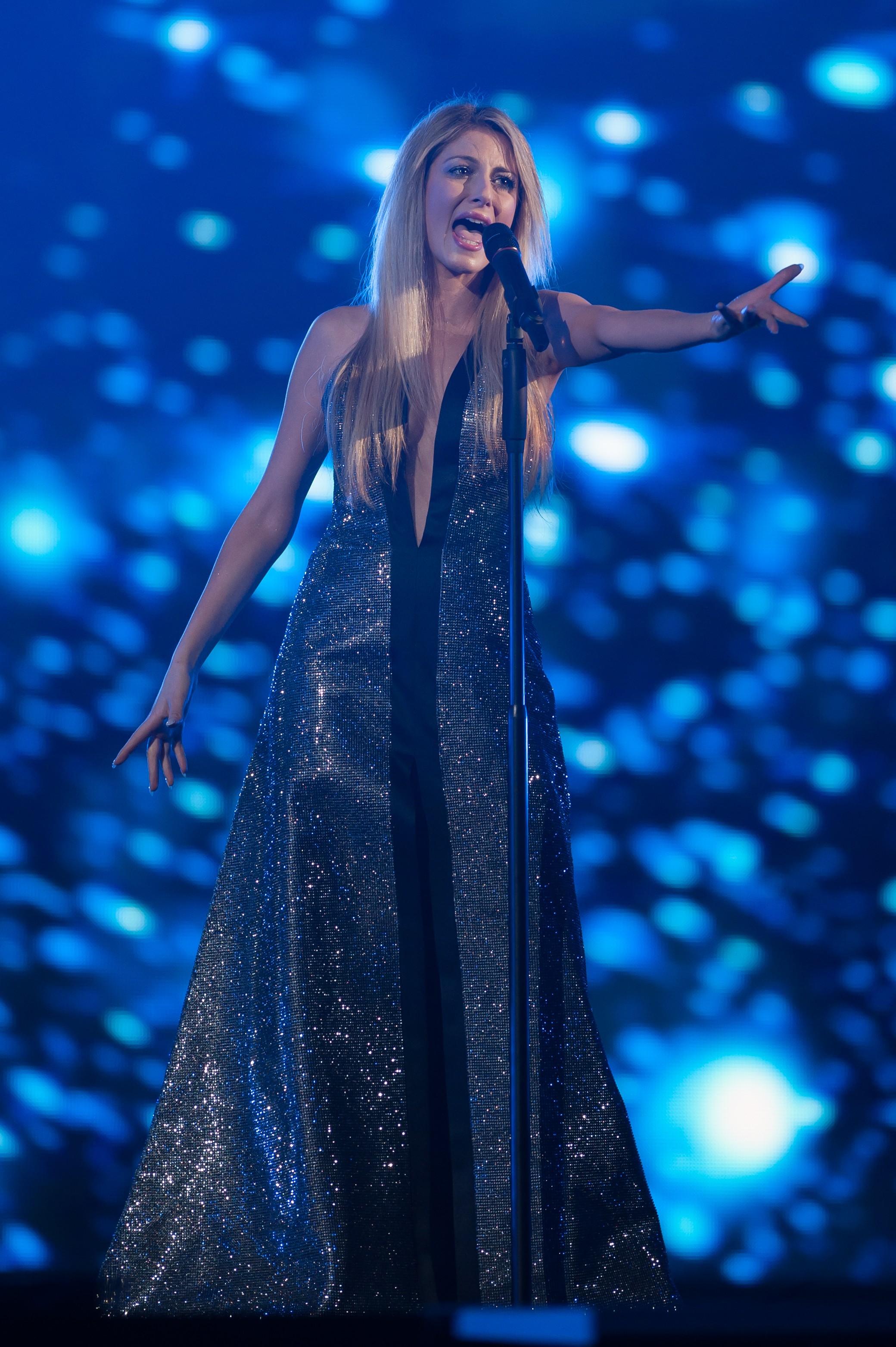
Maria Elena Kyriakou em Viena (2015)
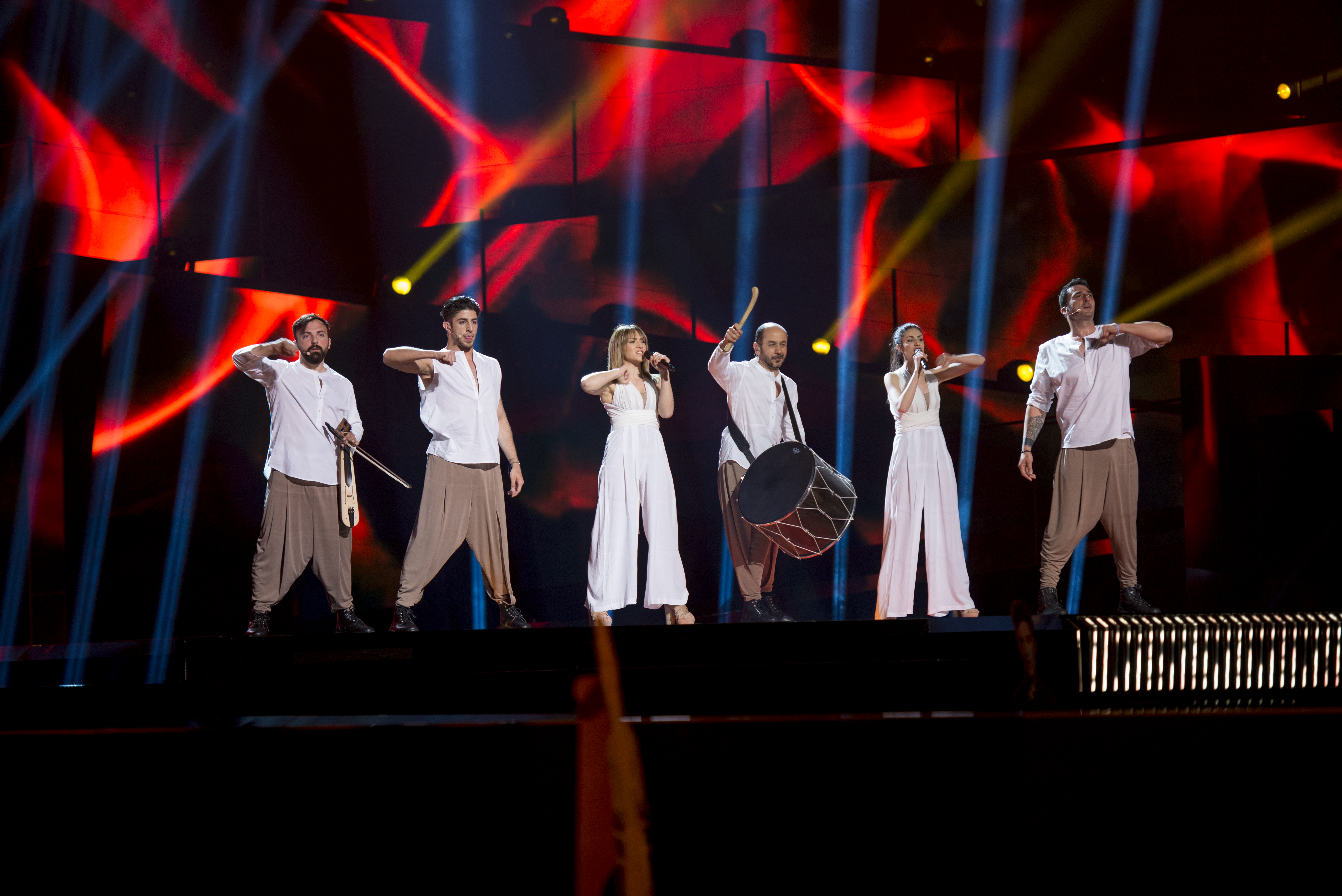
Argo em Estocolmo (2016)
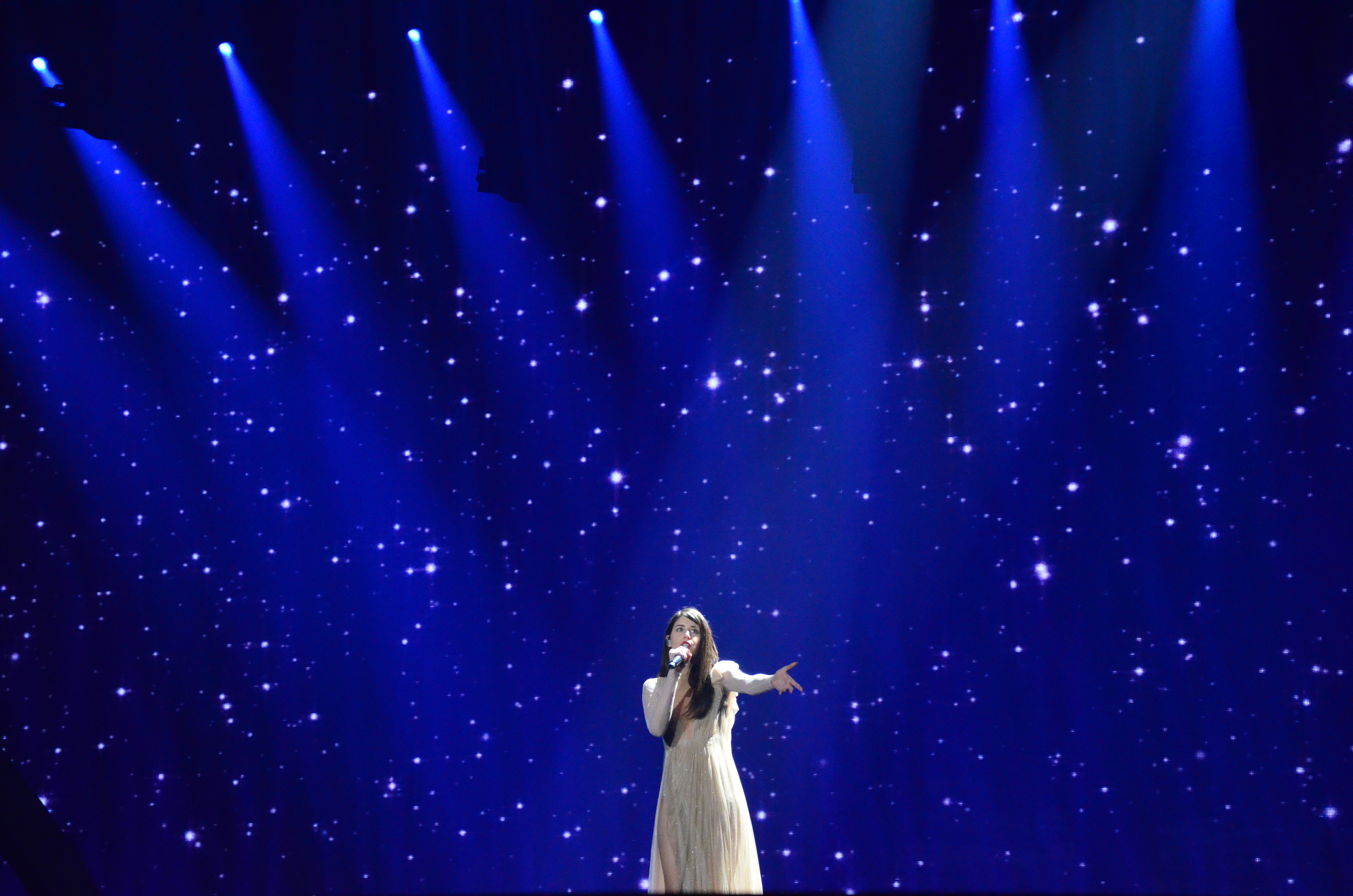
Demy em Kiev (2017)
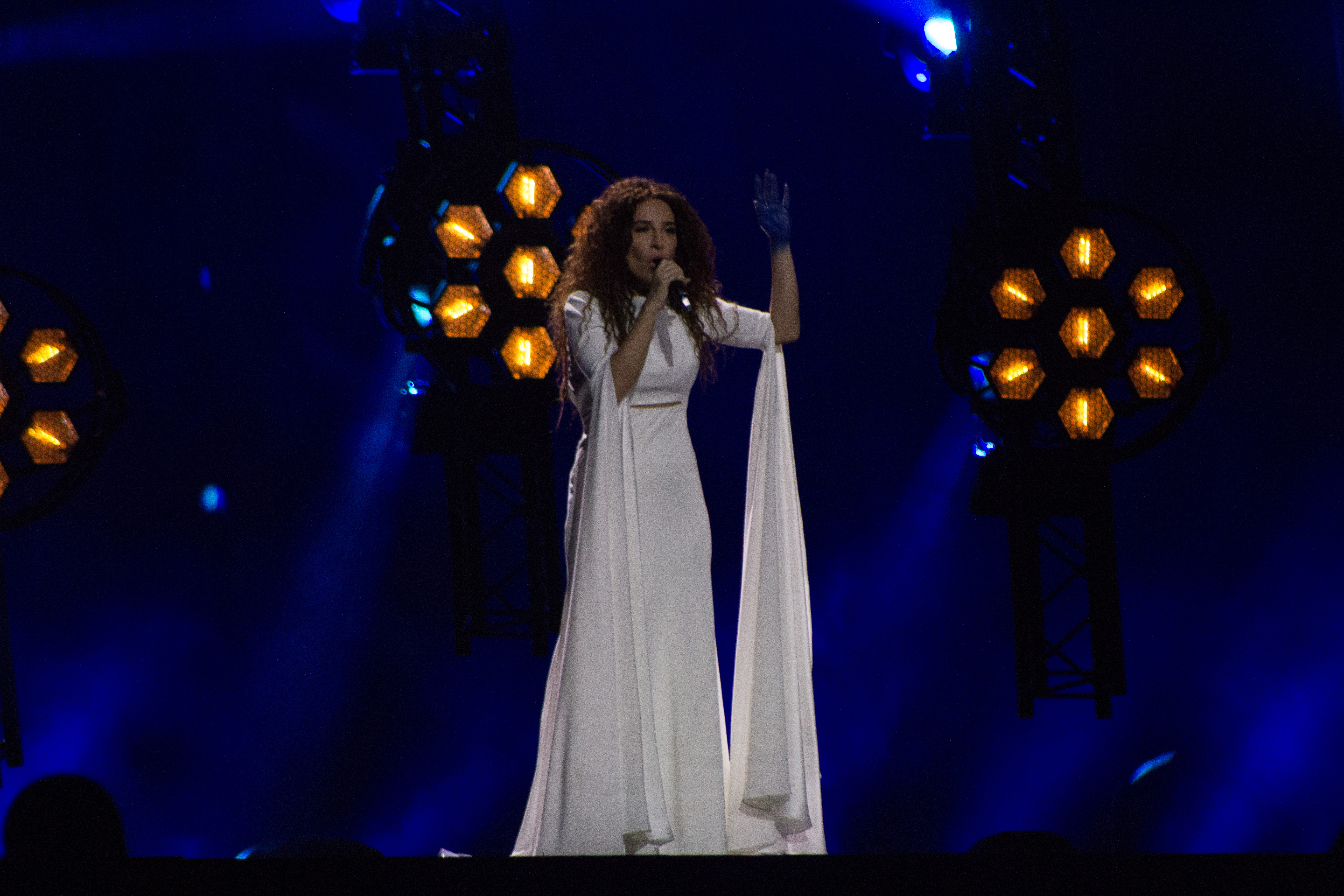
Yianna Terzi in Lisboa (2018)
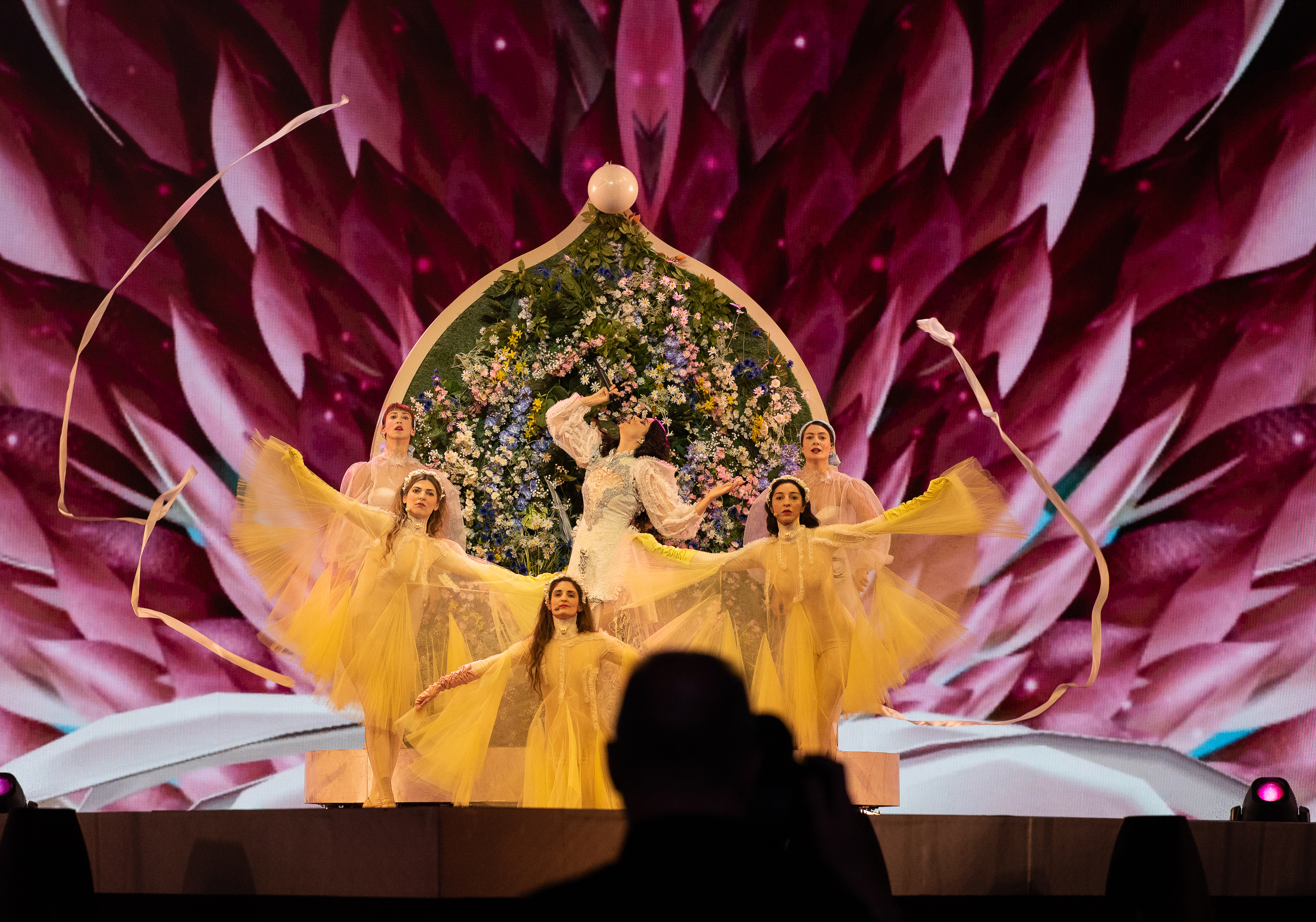
Katerine Duska in Tel Aviv (2019)

## Participações
Legenda
     Vencedor
     2.º lugar
     3.º lugar
     Pontuação Nula ("Null Points")/Último Lugar
     Melhor classificação (fora do top 3)
     Qualificação para a final (fora do top 3)
     País-anfitrião
     Desclassificado
| #                                | Ano             | Artista                            | Canção | Língua                        | Final                    | Pontos                   | Semi                        | Pontos                      |
| -------------------------------- | --------------- | ---------------------------------- | --- | ----------------------------- | ------------------------ | ------------------------ | --------------------------- | --------------------------- |
| 1º                               | Brighton 1974   | Marinella                          | "Krasi, Thalasa Ke T' Agori Mu" (Κρασί, θάλασσα και τ' αγόρι μου) Vinho, Mar e o meu namorado                         | Grego                         | 11º                      | 7                        | Sem semifinais              | Sem semifinais              |
|                                  | Estocolmo 1975  | Não participou                     | Não participou | Não participou                | Não participou           | Não participou           | Sem semifinais              | Sem semifinais              |
| 2º                               | Haia 1976       | Mariza Koch                        | "Panayia Mou, Panayia Mou" (Παναγιά μου, Παναγιά μου) Minha Virgem, Minha Virgem                                      | Grego                         | 13º                      | 20                       | Sem semifinais              | Sem semifinais              |
| 3º                               | Londres 1977    | Paschalis, Marianna, Robert, Bessy | "Mathima Solfege" (Μάθημα σολφέζ) Lição de solfejo                                                                    | Grego                         | 5º                       | 92                       | Sem semifinais              | Sem semifinais              |
| 4º                               | Paris 1978      | Tania Tsanaklidou                  | "Charlie Chaplin" (Τσάρλυ Τσάπλιν)                                                                                    | Grego                         | 8º                       | 66                       | Sem semifinais              | Sem semifinais              |
| 5º                               | Jerusalém 1979  | Elpida                             | "Sokrati" (Σωκράτη) Sócrates                                                                                          | Grego                         | 8º                       | 69                       | Sem semifinais              | Sem semifinais              |
| 6º                               | Haia 1980       | Anna Vissi                         | "Autostop" (Ωτοστόπ) Boleia                                                                                           | Grego                         | 13º                      | 30                       | Sem semifinais              | Sem semifinais              |
| 7º                               | Dublin 1981     | Yiannis Dimitras                   | "Feggari kalokerino" (Φεγγάρι καλοκαιρινό) Lua de Verão                                                               | Grego                         | 8º                       | 55                       | Sem semifinais              | Sem semifinais              |
|                                  | Harrogate 1982  | Themis Adamantidis                 | "Sarantapente kopelies" (Σαρανταπέντε κοπελιές) Quarenta mulheres jovens                                              | Grego                         | Retirou-se               | Retirou-se               | Sem semifinais              | Sem semifinais              |
| 8º                               | Munique 1983    | Kristie Stassinopoulou             | "Mou Les" (Μου λες) Tu Dizes-me                                                                                       | Grego                         | 14º                      | 32                       | Sem semifinais              | Sem semifinais              |
|                                  | Luxemburgo 1984 | Não participou                     | Não participou | Não participou                | Não participou           | Não participou           | Sem semifinais              | Sem semifinais              |
| 9º                               | Gotemburgo 1985 | Takis Biniaris                     | "Miazoume" (Μοιάζουμε) Nós parecemo-nos                                                                               | Grego                         | 16º                      | 15                       | Sem semifinais              | Sem semifinais              |
|                                  | Bergen 1986     | Polina                             | "Wagon-lit" (Βαγκόν λι) Vagão-leito                                                                                   | Grego                         | Retirou-se               | Retirou-se               | Sem semifinais              | Sem semifinais              |
| 10º                              | Bruxelas 1987   | Bang                               | "Stop" (Στοπ) | Grego                         | 10º                      | 64                       | Sem semifinais              | Sem semifinais              |
| 11º                              | Dublin 1988     | Afroditi Frida                     | "Clown" (Κλόουν) Palhaço                                                                                              | Grego                         | 17º                      | 10                       | Sem semifinais              | Sem semifinais              |
| 12º                              | Lausanne 1989   | Mariana Efstratiou                 | "To diko sou asteri" (Το δικό σου αστέρι) A Tua Própria Estrela                                                       | Grego                         | 9º                       | 56                       | Sem semifinais              | Sem semifinais              |
| 13º                              | Zagreb 1990     | Christos Callow & Wave             | "Horis Skopo" (Χωρίς σκοπό) Sem propósito                                                                             | Grego                         | 19º                      | 11                       | Sem semifinais              | Sem semifinais              |
| 14º                              | Roma 1991       | Sophia Vossou                      | "I Anixi" (Η άνοιξη) Primavera                                                                                        | Grego                         | 13º                      | 36                       | Sem semifinais              | Sem semifinais              |
| 15º                              | Malmö 1992      | Kleopatra                          | "Olou tou kosmou i Elpida" (Όλου του κόσμου η Ελπίδα) O Mundo inteiro de esperança                                    | Grego                         | 5º                       | 94                       | Sem semifinais              | Sem semifinais              |
| 16º                              | Millstreet 1993 | Kaiti Garbi                        | "Ellada, Hora Tou Fotos" (Ελλάδα, χώρα του φωτός) Grécia, País de Luz                                                 | Grego                         | 9º                       | 64                       | Kvalifikacija za Millstreet | Kvalifikacija za Millstreet |
| 17º                              | Dublin 1994     | Kostas Bigalis                     | "To Trehandiri" (Το τρεχαντήρι) O Trehandiri                                                                          | Grego                         | 14º                      | 44                       | Sem semi-finais             | Sem semi-finais             |
| 18º                              | Dublin 1995     | Elina Konstantopoulou              | "Pia Prosefhi" (Ποια προσευχή) Qual oração                                                                            | Grego                         | 12º                      | 68                       | Sem semi-finais             | Sem semi-finais             |
| 19º                              | Oslo 1996       | Marianna Efstratiou                | "Emeis Forame to Himona Anixiatika" (Εμείς φοράμε το χειμώνα ανοιξιάτικα) Nós vestimos roupas de primavera no inverno | Grego                         | 14º                      | 36                       | 12º                         | 45                          |
| 20º                              | Dublin 1997     | Marianna Zorba                     | "Horepse" (Χόρεψε) Dança                                                                                              | Grego                         | 12º                      | 39                       | Sem semi-finais             | Sem semi-finais             |
| 21º                              | Birmingham 1998 | Thalassa                           | "Mia Krifi Evesthisia" (Μια κρυφή ευαισθησία) Uma ilusão secreta                                                      | Grego                         | 20º                      | 12                       | Sem semi-finais             | Sem semi-finais             |
| Não participou entre 1999 e 2000 |                 |                                    | |                               |                          |                          | Sem semi-finais             | Sem semi-finais             |
| 22º                              | Copenhaga 2001  | Antique                            | "Die For You" Morreria por Ti                                                                                         | Inglês & Grego                | 3º                       | 147                      | Sem semi-finais             | Sem semi-finais             |
| 23º                              | Tallinn 2002    | Michalis Rakintzis                 | "S.A.G.A.P.O." Amo-te                                                                                                 | Inglês                        | 17º                      | 27                       | Sem semi-finais             | Sem semi-finais             |
| 24º                              | Riga 2003       | Mando                              | "Never Let You Go" Nunca te deixarei ir                                                                               | Inglês                        | 17º                      | 25                       | Sem semi-finais             | Sem semi-finais             |
| 25º                              | Istambul 2004   | Sakis Rouvas                       | "Shake It" Abana-o | Inglês                        | 3º                       | 252                      | 3º                          | 238                         |
| 26º                              | Kiev 2005       | Helena Paparizou                   | "My Number One" O meu número um                                                                                       | Inglês                        | 1º                       | 230                      | Top 12 no ano anterior      | Top 12 no ano anterior      |
| 27º                              | Atenas 2006     | Anna Vissi                         | "Everything" Tudo | Inglês                        | 9º                       | 128                      | País anfitrião              | País anfitrião              |
| 28º                              | Helsínquia 2007 | Sarbel                             | "Yassou Maria" (Γειά σου Μαρία) Olá Maria                                                                             | Inglês                        | 7º                       | 139                      | Top 10 no ano anterior      | Top 10 no ano anterior      |
| 29º                              | Belgrado 2008   | Kalomira                           | "Secret combination" Combinação secreta                                                                               | Inglês                        | 3º                       | 218                      | 1º                          | 156                         |
| 30º                              | Moscovo 2009    | Sakis Rouvas                       | "This Is Our Night" Esta É A Nossa Noite                                                                              | Inglês                        | 7º                       | 120                      | 4º                          | 110                         |
| 31º                              | Oslo 2010       | Giorgos Alkaios & Friends          | "OPA" (ΩΠΑ) | Grego                         | 8º                       | 140                      | 2º                          | 133                         |
| 32º                              | Düsseldorf 2011 | Loukas Giorkas e Stereo Mike       | "Watch My Dance" Vê a minha Dança                                                                                     | Grego & Inglês                | 7º                       | 120                      | 1º                          | 133                         |
| 33º                              | Baku 2012       | Eleftheria Eleftheriou             | "Aphrodisiac" Afrodisíaco                                                                                             | Inglês                        | 17º                      | 64                       | 4º                          | 116                         |
| 34º                              | Malmö 2013      | Koza Mostra & Agathonas Iakovidis  | "Alcohol is Free" O álcool é grátis                                                                                   | Grego & Inglês                | 6º                       | 152                      | 2º                          | 121                         |
| 35º                              | Copenhaga 2014  | Freaky Fortune ft. RiskyKidd       | "Rise Up" Levanta-te                                                                                                  | Inglês                        | 20º                      | 35                       | 7º                          | 74                          |
| 36º                              | Viena 2015      | Maria Elena Kiriakou               | "One Last Breath" Um último suspiro                                                                                   | Inglês                        | 19º                      | 23                       | 6º                          | 81                          |
| 37º                              | Estocolmo 2016  | Argo                               | "Utopian Land" Terra Utópica                                                                                          | Grego, Grego Pontico & Inglês | Não se qualificou        | Não se qualificou        | 16º                         | 44                          |
| 38º                              | Kiev 2017       | Demy                               | "This Is Love" Isto é Amor                                                                                            | Inglês                        | 19º                      | 77                       | 10º                         | 115                         |
| 39º                              | Lisboa 2018     | Yianna Terzi                       | "Oneiro mou" (Όνειρο Μου) O Meu Sonho                                                                                 | Grego                         | Não se qualificou        | Não se qualificou        | 14º                         | 81                          |
| 40º                              | Tel Aviv 2019   | Katerine Duska                     | "Better Love" Melhor amor                                                                                             | Inglês                        | 21º                      | 74                       | 5º                          | 185                         |
|                                  | Roterdão 2020   | Stefania                           | "Supergirl" Super-rapariga                                                                                            | Inglês                        | A edição não se realizou | A edição não se realizou | A edição não se realizou    | A edição não se realizou    |
| 41º                              | Roterdão 2021   | Stefania                           | "Last Dance" Última Dança                                                                                             | Inglês                        | 10º                      | 170                      | 6º                          | 184                         |
| 42º                              | Turim 2022      | Amanda Tenfjord                    | "Die Together" Morrermos juntos                                                                                       | Inglês                        | 8º                       | 215                      | 3º                          | 211                         |
| 43º                              | Liverpool 2023  | Victor Vernicos                    | "What They Say" O que dizem                                                                                           | Inglês                        | Não se qualificou        | Não se qualificou        | 13º                         | 14                          |
| 44º                              | Malmö 2024      | Marina Satti                       | "Zari" (Ζάρι) Dado | Grego & Inglês                | 11º                      | 126                      | 5º                          | 86                          |
| 45º                              | Basileia 2025   | Klavdia                            | "Asteromata" (Αστερομάτα) Olhos de estrela                                                                            | Grego                         | 6º                       | 231                      | 4º                          | 112                         |

| Ano             | Artista                           | Canção              | Final             | Final             | Final             | Final             | Final             | Final             | Semi            | Semi            | Semi            | Semi            | Semi | Semi   |
| Ano             | Artista                           | Canção              | Tlv.              | Pontos            | Júri              | Pontos            | Cl.               | Pontos            | Tlv.            | Pontos          | Júri            | Pontos          | Cl.  | Pontos |
| --------------- | --------------------------------- | ------------------- | ----------------- | ----------------- | ----------------- | ----------------- | ----------------- | ----------------- | --------------- | --------------- | --------------- | --------------- | ---- | ------ |
| Moscovo 2009    | Sakis Rouvas                      | "This Is Our Night" | 5º                | 151               | 11º               | 93                | 7º                | 120               | Apenas televoto | Apenas televoto | Apenas televoto | Apenas televoto | 4º   | 110    |
| Oslo 2010       | Giorgos Alkaios & Friends         | "OPA"               | 7º                | 152               | 11º               | 110               | 8º                | 140               | 1º              | 151             | 3º              | 99              | 2º   | 133    |
| Düsseldorf 2011 | Loukas Giorkas e Stereo Mike      | "Watch My Dance"    | 3º                | 176               | 14º               | 84                | 7º                | 120               | 1º              | 154             | 9º              | 74              | 1º   | 133    |
| Baku 2012       | Eleftheria Eleftheriou            | "Aphrodisiac"       | 9º                | 89                | 18º               | 60                | 17º               | 64                | 5º              | 110             | 3º              | 103             | 4º   | 116    |
| Malmö 2013      | Koza Mostra & Agathonas Iakovidis | "Alcohol is Free"   | 4º                | 6.00              | 14º               | 12.28             | 6º                | 152               | 2º              | 5.00            | 3º              | 5.55            | 2º   | 121    |
| Copenhaga 2014  | Freaky Fortune ft. RiskyKidd      | "Rise Up"           | 14º               | 43                | 19º               | 49                | 20º               | 35                | 5º              | 91              | 9º              | 52              | 7º   | 74     |
| Viena 2015      | Maria Elena Kiriakou              | "One Last Breath"   | 21º               | 24                | 19º               | 29                | 19º               | 23                | 9º              | 61              | 3º              | 99              | 6º   | 81     |
| Estocolmo 2016  | Argo                              | "Utopian Land"      | Não se qualificou | Não se qualificou | Não se qualificou | Não se qualificou | Não se qualificou | Não se qualificou | 14º             | 22              | 16º             | 22              | 16º  | 44     |
| Kiev 2017       | Demy                              | "This Is Love"      | 16º               | 29                | 18º               | 48                | 19º               | 77                | 9º              | 54              | 9º              | 61              | 10º  | 115    |
| Lisboa 2018     | Yianna Terzi                      | "Oneiro mou"        | Não se qualificou | Não se qualificou | Não se qualificou | Não se qualificou | Não se qualificou | Não se qualificou | 10º             | 53              | 16º             | 28              | 14º  | 81     |
| Tel Aviv 2019   | Katerine Duska                    | "Better Love"       | 21º               | 24                | 14º               | 50                | 21º               | 74                | 9º              | 54              | 2º              | 131             | 5º   | 185    |
| Roterdão 2021   | Stefania                          | "Last Dance"        | 10º               | 79                | 10º               | 91                | 10º               | 170               | 8º              | 80              | 5º              | 104             | 6º   | 184    |
| Turim 2022      | Amanda Tenfjord                   | "Die Together"      | 12º               | 57                | 6º                | 158               | 8º                | 215               | 8º              | 60              | 1º              | 151             | 3º   | 211    |
| Liverpool 2023  | Victor Vernicos                   | "What They Say"     | Não se qualificou | Não se qualificou | Não se qualificou | Não se qualificou | Não se qualificou | Não se qualificou | Apenas televoto | Apenas televoto | Apenas televoto | Apenas televoto | 13º  | 14     |
| Malmö 2024      | Marina Satti                      | "Zari"              | 8º                | 85                | 14º               | 41                | 11º               | 126               | Apenas televoto | Apenas televoto | Apenas televoto | Apenas televoto | 5º   | 86     |
| Basileia 2025   | Klavdia                           | "Asteromata"        | 8º                | 126               | 8º                | 105               | 6º                | 231               | Apenas televoto | Apenas televoto | Apenas televoto | Apenas televoto | 4º   | 112    |

## Apresentadores
| Ano  | Local  | Local               | Apresentador(es)              |
| ---- | ------ | ------------------- | ----------------------------- |
| 2006 | Atenas | Olympic Indoor Hall | Maria Menounos e Sakis Rouvas |

## Comentadores e porta-vozes
| Ano(s) | Comentador televisivo                            | Porta-voz                 | Comentador de rádio                 | Canal |
| ------ | ------------------------------------------------ | ------------------------- | ----------------------------------- | ----- |
| 1971   | Mako Georgiadou                                  | Não participou            | Sem transmissão rádio               | EIRT  |
| 1972   | Mako Georgiadou                                  | Não participou            | Sem transmissão rádio               | EIRT  |
| 1973   | Mako Georgiadou                                  | Não participou            | Sem transmissão rádio               | EIRT  |
| 1974   | Mako Georgiadou                                  | Irini Gavala              | Sem transmissão rádio               | EIRT  |
| 1975   | Mako Georgiadou                                  | Não participou            | Sem transmissão rádio               | ERT   |
| 1976   | Mako Georgiadou                                  | Irini Gavala              | Sem transmissão rádio               | ERT   |
| 1977   | Mako Georgiadou                                  | Naki Agathou              | Dimitris Konstantaras               | ERT   |
| 1978   | Mako Georgiadou                                  | Niki Venega               | Dimitris Konstantaras               | ERT   |
| 1979   | Mako Georgiadou                                  | Niki Venega               | Dimitris Konstantaras               | ERT   |
| 1980   | Mako Georgiadou                                  | Niki Venega               | Dimitris Konstantaras               | ERT   |
| 1981   | Mako Georgiadou                                  | Tatiana Darra             | Dimitris Konstantaras               | ERT   |
| 1982   | Mako Georgiadou                                  | Não participou            | Sem transmissão                     | ERT   |
| 1983   | Mako Georgiadou                                  | Irini Gavala              | Dimitris Konstantaras               | ERT   |
| 1984   | Sem transmissão                                  | Não participou            | Sem transmissão rádio               | ERT   |
| 1985   | Mako Georgiadou                                  | Kelly Sakakou             | Dimitris Konstantaras               | ERT   |
| 1986   | Mako Georgiadou                                  | Não participou            | Sem transmissão rádio               | ERT   |
| 1987   | Dafni Bokota                                     | Kelly Sakakou             | Dimitris Konstantaras               | ERT   |
| 1988   | Dafni Bokota                                     | Fotini Giannoulatou       | Dimitris Konstantaras               | ERT   |
| 1989   | Dafni Bokota                                     | Fotini Giannoulatou       | Dimitris Konstantaras               | ERT   |
| 1990   | Dafni Bokota                                     | Fotini Giannoulatou       | Dimitris Konstantaras               | ERT   |
| 1991   | Dafni Bokota                                     | Fotini Giannoulatou       | Giorgos Mitropoulos                 | ERT   |
| 1992   | Dafni Bokota                                     | Fotini Giannoulatou       | Giorgos Mitropoulos                 | ERT   |
| 1993   | Dafni Bokota                                     | Fotini Giannoulatou       | Giorgos Mitropoulos                 | ERT   |
| 1994   | Dafni Bokota                                     | Fotini Giannoulatou       | Giorgos Mitropoulos                 | ERT   |
| 1995   | Dafni Bokota                                     | Fotini Giannoulatou       | Giorgos Mitropoulos                 | ERT   |
| 1996   | Dafni Bokota                                     | Niki Venega               | Giorgos Mitropoulos                 | ERT   |
| 1997   | Dafni Bokota                                     | Niki Venega               | Giorgos Mitropoulos                 | ERT   |
| 1998   | Giorgos Mitropoulos                              | Alexis Kostalas           | Dimitris Konstantaras               | ERT   |
| 1999   | Dafni Bokota                                     | Não participou            | Sem transmissão rádio               | ERT   |
| 2000   | Dafni Bokota                                     | Não participou            | Sem transmissão rádio               | ERT   |
| 2001   | Dafni Bokota                                     | Alexis Kostalas           | Giorgos Mitropoulos                 | ERT   |
| 2002   | Dafni Bokota                                     | Alexis Kostalas           | Giorgos Mitropoulos                 | ERT   |
| 2003   | Dafni Bokota                                     | Alexis Kostalas           | Giorgos Mitropoulos                 | ERT   |
| 2004   | Dafni Bokota                                     | Alexis Kostalas           | Sem transmissão rádio               | ERT   |
| 2005   | Alexandra Pascalidou                             | Alexis Kostalas           | Sem transmissão rádio               | ERT   |
| 2006   | Giorgos Kapoutzidis e Zeta Makrypoulia           | Alexis Kostalas           | Sem transmissão rádio               | ERT   |
| 2007   | Maria Bakodimou e Fotis Sergoulopoulos           | Alexis Kostalas           | Sem transmissão rádio               | ERT   |
| 2008   | Maggira Sisters                                  | Alexis Kostalas           | Sem transmissão rádio               | ERT   |
| 2009   | Maggira Sisters                                  | Alexis Kostalas           | Sem transmissão rádio               | ERT   |
| 2010   | Rika Vagiani                                     | Alexis Kostalas           | Sem transmissão rádio               | ERT   |
| 2011   | Maria Kozakou                                    | Lena Aroni                | Sem transmissão rádio               | ERT   |
| 2012   | Maria Kozakou                                    | Andrianna Maggania        | Sem transmissão rádio               | ERT   |
| 2013   | Maria Kozakou e Giorgos Kapoutzidis (só a final) | Andrianna Maggania        | Sem transmissão rádio               | ERT   |
| 2014   | Maria Kozakou e Giorgos Kapoutzidis (só a final) | Andrianna Maggania        | Sem transmissão rádio               | NERIT |
| 2015   | Maria Kozakou e Giorgos Kapoutzidis (só a final) | Helena Paparizou          | Maria Kozakou e Giorgos Kapoutzidis | NERIT |
| 2016   | Maria Kozakou e Giorgos Kapoutzidis (só a final) | Constantinos Christoforou | Maria Kozakou e Giorgos Kapoutzidis | ERT   |
| 2017   | Maria Kozakou e Giorgos Kapoutzidis (só a final) | Constantinos Christoforou | Maria Kozakou e Giorgos Kapoutzidis | ERT   |

## Maestros
| Ano(s) | Maestro               |
| ------ | --------------------- |
| 1974   | George Catsaros       |
| 1975   | Não participou        |
| 1976   | Michael Rozakis       |
| 1977   | George Hatzinassios   |
| 1978   | Charis Andreadis      |
| 1979   | Lefteris Chalkiadakis |
| 1980   | Jick Nacassian        |
| 1981   | George Niarchos       |
| 1982   | Não participou        |
| 1983   | Mimis Plessas         |
| 1984   | Não participou        |
| 1985   | Charis Andreadis      |
| 1986   | Não participou        |
| 1987   | George Niarchos       |
| 1988   | Charis Andreadis      |
| 1989   | George Niarchos       |
| 1990   | Michael Rozakis       |
| 1991   | Charis Andreadis      |
| 1992   | Charis Andreadis      |
| 1993   | Charis Andreadis      |
| 1994   | Noel Kelehan          |
| 1995   | Charis Andreadis      |
| 1996   | Michael Rozakis       |
| 1997   | Anacreon Papageorgiou |
| 1998   | Sem maestro           |

## Historial de votação
| Grécia deu mais pontos a: | Grécia deu mais pontos a: | Grécia deu mais pontos a: |
| Rank                      | País                      | Pontos                    |
| ------------------------- | ------------------------- | ------------------------- |
| 1                         | Chipre                    | 357                       |
| 2                         | Albânia                   | 163                       |
| 3                         | Arménia                   | 153                       |
| 3                         | Rússia                    | 153                       |
| 5                         | França                    | 140                       |

| Grécia recebeu mais pontos a: | Grécia recebeu mais pontos a: | Grécia recebeu mais pontos a: |
| Rank                          | País                          | Pontos                        |
| ----------------------------- | ----------------------------- | ----------------------------- |
| 1                             | Chipre                        | 399                           |
| 2                             | Albânia                       | 211                           |
| 3                             | Espanha                       | 180                           |
| 4                             | Roménia                       | 166                           |
| 5                             | Alemanha                      | 148                           |

## Prémios Marcel Bezençon
Prémio Artistico
| Ano  | Artista         | Canção           | Resultado na final | Pontos | Anfitriã |
| ---- | --------------- | ---------------- | ------------------ | ------ | -------- |
| 2005 | "My Number One" | Helena Paparizou | 1º                 | 230    | Kiev     |

## Congratulations: 50 Anos do Festival Eurovisão da Canção
Legenda
     Vencedor
     2.º lugar
     3.º lugar
     Pontuação Nula ("Null Points")/Último Lugar
     Melhor classificação (fora do top 3)
     Qualificação para a final (fora do top 3)
     País-anfitrião
     Desclassificado
| Ano  | Artista(s)       | Língua | Canção          | Final | Pontos | Semi | Pontos | Classificação (2005) | Pontos (2005) |
| ---- | ---------------- | ------ | --------------- | ----- | ------ | ---- | ------ | -------------------- | ------------- |
| 2005 | Helena Paparizou | Inglês | "My Number One" | 4º    | 245    | 4º   | 167    | 1º                   | 230           |